# Bathorden
Bathorden (engelska: The Most Honourable Order of the Bath) är en brittisk riddarorden instiftad av kung Georg I den 18 maj 1725. Namnet kommer från en medeltida ceremoni för att dubba en riddare, som innefattade bad (som en symbol för rening) som ett av dess moment. De riddare som skapades så kallades Knights of Bath.

## Bakgrund
Kung Georg I "upprättade Knights av Bath till en vanlig militär orden". Han har inte (som ofta anges) återinfört Bathorden, eftersom den aldrig tidigare funnits som en orden i den mening av en samling riddare, som styrdes av en uppsättning stadgar och vars antal har fyllts på när vakanser uppstod.

## Översikt
Orden består av monarken (kung Charles III), Stormästaren (William, prins av Wales), och tre medlemsklasser:
- Knight Grand Cross (GCB) eller Dame Grand Cross (GCB)
- Knight Commander (KCB) eller Dame Commander (DCB)
- Companion (CB)

Medlemmar tillhör antingen den civila eller militära avdelningen. Före 1815 fanns bara en enda klass, Knights Companion (KB), som inte längre existerar. Mottagare av orden är nu oftast högre militära officerare eller högre tjänstemän. Medborgare i Samväldesstater som inte är samväldesriken liksom utlänningar kan göras till Hedersmedlemmar.
Bathorden är den fjärde högsta av de brittiska riddarordnarna efter Strumpebandsorden, Tistelorden, och Sankt Patriksorden. Den sista av de ovan nämnda ordnarna som gäller Irland finns fortfarande, men har varit ur bruk sedan bildandet av Irländska fristaten.